# Aeroportul Condobolin
Aeroportul Condobolin (IATA: CBX, ICAO: YCDO) este un aeroport din Noul Wales de Sud, Australia.
Situat la o altitudine de 195 m, aeroportul dispune de o singură pistă.